# Cink-klorid
A cink-klorid (régi magyar nevén horganyhalvag) a cink klórral alkotott vegyülete, kloridja. Képlete ZnCl2. Fehér színű por, erősen higroszkópos. Levegőn hamar sűrű folyadékká, tömény oldattá alakul. Igen jól oldódik vízben, 100 g vízben 20 °C-on 367 g, 100 °C-on 614 g oldódik. Oldható alkoholban, glicerinben és éterben is. A vizes cink-klorid oldatnak maró, fémes íze van. Az oldat hidrolizál, emiatt erősen savas kémhatású. Többféle hidrátja létezik, ezek egy, másfél, kettő vagy három molekula kristályvizet tartalmaznak.

## Kémiai tulajdonságai
Ha a cink-klorid vizes oldatát hevítik, hidrogén-klorid gáz fejlődik, és bázisos cink-klorid (Zn2OCl2) marad vissza. Emiatt a cink-klorid oldata csak akkor párolható szárazra, ha feleslegben van jelen sósav. A kereskedelmi-cink klorid gyakran tartalmaz kis mennyiségű bázisos sót. Az ilyen cink-klorid oldata vízben oldáskor zavaros lesz, az oldat kevés sósav hozzáadásakor megtisztul. Ha oxigén jelenlétében hevítik, cink-oxid képződik belőle és klórgáz fejlődik. Magnéziummal összeolvasztva cinkké redukálódik.

## Élettani hatása
Mérgező. Izgatja a bőrt és a nyálkahártyákat. Maró hatású. A tömény cink-klorid oldat fekélyeket okozhat a bőrön. A vegyület gőzei belélegezve károsíthatják a tüdőt és a légutakat.

## Előállítása
Cink-oxid vagy ritkábban cink-karbonát sósavban való feloldásával állítják elő.
{\displaystyle \mathrm {ZnO+2\ HCl\rightarrow ZnCl_{2}+H_{2}O} }
Hogy elkerüljék a hidrolízist, a vegyület oldatát sósav jelenlétében párolják szárazra.

## Felhasználása
A cink-klorid tömény oldatát maratószerként használják. Mivel erősen higroszkópos, emiatt vízkilépéssel járó szerves kémiai reakciók elősegítésére alkalmazzák. Felhasználják az oldatát fák tartósítására is, mert egyrészt baktérium- és gombaölő hatású, másrészt átalakítja a cellulózrostokat, összefüggő réteggel veszi körül őket, ezzel megvédi a fát a légköri hatásoktól. A fogorvosok vérzéscsillapításra használják.
Lágyforrasztásnál folyasztószernek használják. Érdekes felhasználás, amikor a bádogosok, a cinklemezt sósavval kezelik forrasztás előtt, és a cink-klorid helyben alakul ki.